# Bertold Drijver
Bertold Drijver (* 19. August 2003 in Budapest) ist ein ungarischer Radsportler, der bei Rennen auf Bahn und Straße startet.

## Sportlicher Werdegang
Berthold Drijver begann seine sportliche Laufbahn mit Schwimmen und Triathlon, bis er sich 2019 für den Radsport entschied. 2020 wurde er Achter im Straßenrennen der nationalen Junioren-Meisterschaft, 2021 belegte er Platz zwei im Einzelzeitfahren, 2022 Platz drei. 2023 wurde er ungarischer U23-Vizemeister im Einzelzeitfahren, 2024 gewann er den U23-Zeitfahrtitel.
2021 und 2022 belegte Drijver mehrfach Podiumsplätze bei nationalen Bahnmeisterschaften. Sein erster großer internationaler Erfolg war der siebte Platz im Punktefahren bei den Bahnradsport-Europameisterschaften der Junioren/U23 2021. 2023 wurde er ungarischer Meister in Omnium und Punktefahren. Bei den Bahnradsport-Weltmeisterschaften 2023 wurde er Achter im Punktefahren. Bei den Bahnradsport-Europameisterschaften 2023 wurde er ebenfalls Achter im Punktefahren sowie Vierter im Punktefahren der U23-EM. Im Januar 2024 startete er bei den Bahneuropameisterschaften im niederländischen Apeldoorn und belegte im Punktefahren Rang zehn; im Omnium wurde er Zwölfter.

## Erfolge

### Straße
2024
- Ungarischer U23-Meister – Einzelzeitfahren

### Bahn
2024
- Ungarischer Meister – Omnium, Punktefahren[4]